# أغسطس برادفورد إنديكوت
أغسطس برادفورد إنديكوت هو سياسي أمريكي، ولد في 10 سبتمبر 1818 في كانتون في الولايات المتحدة، وتوفي في 21 نوفمبر 1910 في ديدام في الولايات المتحدة. انتخب عضو مجلس نواب ماساتشوستس ‏.